# Microsoft Certified Database Administrator
 (mars 2025).

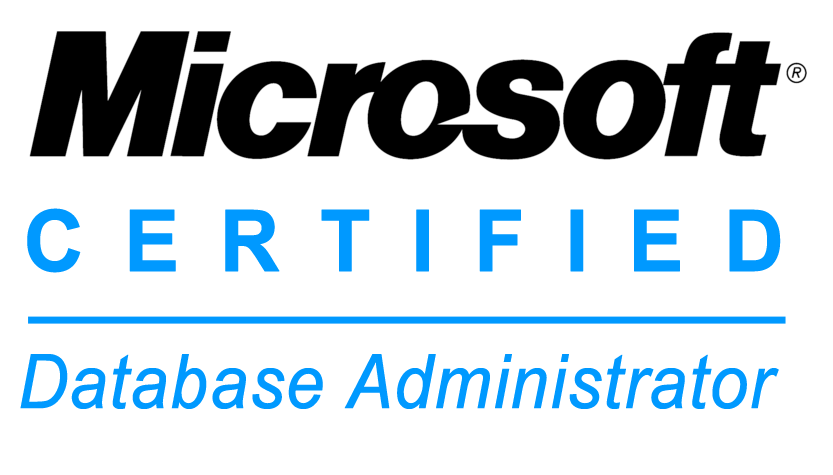
Logo de la certification MCDBA

Microsoft Certified Database Administrator (MCDBA) est une certification Microsoft indiquant qu'un professionnel est capable de mettre en place et d'administrer une base de données Microsoft SQL.
Elle est composée de quatre examens.